# Don Beauman
Donald Bentley „Don“ Beauman (* 26. Juli 1928 in Farnborough; † 9. Juli 1955 in Rathnew) war ein britischer Autorennfahrer.

## Karriere
Don Beauman war in den 1950er-Jahren eine populäre Größe in der nationalen britischen Motorsportszene. Er begann 1950 auf einem Cooper 500 und fuhr 1953 die gesamte Saison auf einem Vorkriegs Riley TT, in einem Team mit seinem Freund Mike Hawthorn, die britische Sportwagenmeisterschaft. Gefördert von Sir Jeremy Boles, fuhr Don Beauman 1954 auf einem Connaught-Formel 2 in der britischen Formel-2-Meisterschaft. Er gewann in Brands Hatch und im Oulton Park zwei Rennen und wurde im selben Jahr Klassensieger auf einem Aston Martin, beim Sportwagenrennen in Zandvoort.
Im selben Jahr fuhr er seinen einzigen Formel-1-Grand-Prix. Er startete am 17. Juli 1954 auf einem Connaught Type A-Lea-Francis von Startplatz 17. in den Großen Preis von Großbritannien in Silverstone und beendete das Rennen auf dem elften Rang. 1955 fuhr Beauman für die Jaguar-Werksmannschaft in Le Mans und erreichte bei der Clover Trophy in Goodwood, wieder für Jaguar, Rang 3. Don Beauman hatte das Talent für eine Karriere als Grand-Prix-Pilot, verunglückte aber bei der Leinster Trophy 1955 tödlich.

## Statistik

### Statistik in der Automobil-Weltmeisterschaft

#### Gesamtübersicht
| Saison | Team             | Chassis          | Motor              | Rennen | Siege | Zweiter | Dritter | Poles | schn. Rennrunden | Punkte | WM-Pos. |
| ------ | ---------------- | ---------------- | ------------------ | ------ | ----- | ------- | ------- | ----- | ---------------- | ------ | ------- |
| 1954   | Sir Jeremy Boles | Connaught Type A | Lea-Francis 2.0 L4 | 1      | −     | −       | −       | −     | −                | −      | NC      |
| Gesamt | Gesamt           | Gesamt           | Gesamt             | 1      | −     | −       | −       | −     | −                | −      |         |

#### Einzelergebnisse
| Saison | 1 | 2 | 3 | 4  | 5 | 6 | 7 | 8 | 9 |
| ------ | - | - | - | -- | - | - | - | - | - |
| 1954   |   |   |   |    |   |   |   |   |   |
|        |   |   |   | 11 |   |   |   |   |   |

| Legende  | Legende            | Legende                                                          |
| Farbe    | Abkürzung          | Bedeutung                                                        |
| -------- | ------------------ | ---------------------------------------------------------------- |
| Gold     | –                  | Sieg                                                             |
| Silber   | –                  | 2. Platz                                                         |
| Bronze   | –                  | 3. Platz                                                         |
| Grün     | –                  | Platzierung in den Punkten                                       |
| Blau     | –                  | Klassifiziert außerhalb der Punkteränge                          |
| Violett  | DNF                | Rennen nicht beendet (did not finish)                            |
| Violett  | NC                 | nicht klassifiziert (not classified)                             |
| Rot      | DNQ                | nicht qualifiziert (did not qualify)                             |
| Rot      | DNPQ               | in Vorqualifikation gescheitert (did not pre-qualify)            |
| Schwarz  | DSQ                | disqualifiziert (disqualified)                                   |
| Weiß     | DNS                | nicht am Start (did not start)                                   |
| Weiß     | WD                 | zurückgezogen (withdrawn)                                        |
| Hellblau | PO                 | nur am Training teilgenommen (practiced only)                    |
| Hellblau | TD                 | Freitags-Testfahrer (test driver)                                |
| ohne     | DNP                | nicht am Training teilgenommen (did not practice)                |
| ohne     | INJ                | verletzt oder krank (injured)                                    |
| ohne     | EX                 | ausgeschlossen (excluded)                                        |
| ohne     | DNA                | nicht erschienen (did not arrive)                                |
| ohne     | C                  | Rennen abgesagt (cancelled)                                      |
| ohne     | keine WM-Teilnahme |                                                                  |
| sonstige | P/fett             | Pole-Position                                                    |
| sonstige | 1/2/3/4/5/6/7/8    | Punktplatzierung im Sprint-/Qualifikationsrennen                 |
| sonstige | SR/kursiv          | Schnellste Rennrunde                                             |
| sonstige | *                  | nicht im Ziel, aufgrund der zurückgelegten Distanz aber gewertet |
| sonstige | ()                 | Streichresultate                                                 |
| sonstige | unterstrichen      | Führender in der Gesamtwertung                                   |

### Le-Mans-Ergebnisse
| Jahr | Team             | Fahrzeug      | Teamkollege  | Platzierung | Ausfallgrund |
| ---- | ---------------- | ------------- | ------------ | ----------- | ------------ |
| 1955 | Jaguar Cars Ltd. | Jaguar D-Type | Norman Dewis | Ausfall     | Unfall       |

### Einzelergebnisse in der Sportwagen-Weltmeisterschaft
| Saison | Team              | Rennwagen           | 1   | 2   | 3   | 4   | 5   | 6   | 7   |
| ------ | ----------------- | ------------------- | --- | --- | --- | --- | --- | --- | --- |
| 1953   | Michael Currie    | Frazer Nash Le Mans | SEB | MIM | LEM | SPA | NÜR | RTT | CAP |
| 1953   | Michael Currie    | Frazer Nash Le Mans |     | 11  |     |     |     |     |     |
| 1954   | Redmond Gallagher | Gordini T15S        | BUA | SEB | MIM | LEM | RTT | CAP |     |
| 1954   | Redmond Gallagher | Gordini T15S        |     | 11  |     |     |     |     |     |
| 1955   | Jaguar Cars       | Jaguar D-Type       | BUA | SEB | MIM | LEM | RTT | TAR |     |
| 1955   | Jaguar Cars       | Jaguar D-Type       | DNF |     |     |     |     |     |     |